# بدلة سنية
البِدْلَة أو البِدلة السنية أو بدلة الأسنان الصنعية أو جهاز الأسنان الصنعي أو مجموعة الأسنان الاصطناعية أو طقم الأسنان أو السَنِينة (بالإنجليزية: denture)‏ هو بديل للأسنان المفقودة تدعمه الأنسجة الرخوة والصلبة المحيطة في تجويف الفم. البدلات السنية التقليدية تكون نزوعة (البدلة السنية الكاملة أو البدلة السنية الجزئية النزوعة)، ومع ذلك، هناك العديد من تصميمات البدلات السنية، يعتمد بعضها على الترابط أو التثبيت على الأسنان أو الزرعات السنية (التعويضات السنية الثابتة). هناك فئتان رئيسيتان من البدلات السنية، الفرق بينهما هو ما إذا كانت تتناسب مع قوس الفك السفلي أو قوس الفك العلوي.

## أنواعه
يوجد نوعان من أطقم الأسنان:

### الطقم الكلي
تستخدم الأطقم الكاملة عندما تكون كافة الأسنان في أحد الفكين أو كليهما مفقودة. وتثبت الأسنان الاصطناعية في الأطقم الكاملة على قاعدة بلاستيكية مطابقة تماماً للون اللثة تأخذ شكل الحافة التي بقيت بعد قلع الأسنان. وتغطي القاعدة البلاستيكية في الفك العلوي أيضًا سقف الفم.

وهناك نوع منه مصنوع من المعدن، يمتاز بأنه يقوم بالتوصيل الحراري من الأطعمة والأشربة إلى الأنسجة الواقعة تحت الطقم، أما ما يعيبه فهو أنه ثقيل الوزن، يسبب بعض التعب للمريض بسبب صعوبة تثبيته في حال وضعه في الفك العلوي، لذلك تم استبداله في معظم الحالات بالطقم البلاستيكي.

### الطقم الجزئي
الطقم الجزئي عبارة عن أسنان صناعية مثبتة على قطعة من البلاستيك المطابق للون اللثة، متصلة بقضيب معدني من شأنه أن يثبت الطقم الجزئي بالأسنان المتبقية في الفم. يقوم الطقم الجزئي بوظيفتين: فهو يعوض عن الأسنان المفقودة، ويمنع الأسنان الطبيعية المتبقية في الفم من الحركة السلبية.
يحتوي الطقم الجزئي على مشابك فلزية تدور حول الأسنان المجاورة لإبقاء طقم الأسنان في مكانه.

## العناية بالطقم
يجب أن يُخلع الطقم بعد كل وجبة طعام وغسله بالماء؛ وعلى المستخدم المضمضة لتنظيف اللثة. تستخدم فرشاة ناعمة لتفريش الطقم فالفرشاة الخشنة تخدش التيجان وتذهب لمعانها، ويجب أن تفرش تيجان الطقم وتفرش قاعدته. كما يجب اختيار معجون للأسنان خالٍ من الحبيبات الخداشة لسطح التيجان. كما تستخدم الفرشاة الخاصة لتفريش قاعدة الطقم، ومن المهم تفريش القاعدة فهي التي تلامس أنسجة الفم، إذ أن تركها دون تنظيف سيؤدي حتماً إلى التهاب الأنسجة.
عند التفريش يمكن ملء حوض الماء إلى نصفه وضع فوطة مبللة لتتفادي تكسر الطقم إذا سقط.
إن تفريش الطقم غير كاف]، فلا بد من استخدام مواد منظفة خاصة تحتوي على مواد لها القدرة على تنظيف الطقم بطريقة فعّآلة، ويتم استخدامها عن طريق غمر طقم الأسنان فيها مدة من الوقت، تبعاً لإرشادات الاستخدام المرفقة مع ذلك المنتج.
كذلك عند عدم استخدام الطقم يجب وضعه في المياه نظرا لأنه عند عدم وجوده في الفم يتعرض لعوامل الانكماش، مما يسبب عدم تطابقه للفم.
الكلور (المبيض) يطهر ويزيل الكائنات الحية غير القابلة للبقاء والترسبات من اسطح الطقم، ولكنه ليس جيد في التخلص من الجيرمن على سطح الأسنان. غمر طقم الأسنان في محلول الكلور لأكثر من 6 ساعات قد يزيل اللويحات والتصبغات للأطقم. وعلاوة على ذلك، يقلل من الميكروبات، ولا يحدث تدهور في مادة الطقم. على الرغم من أن أحيانا قد يحدث تآكل في الكوبالت كروم (الهيكل المعدني) عندما يتم غمره في الكلور وقد تتأثر بطانة الأكريليك والسيليكون، ولكن لن يتغيرليونة مادة الطقم بشكل كبير.

## العناية بالأنسجة الفمية تحت الطقم
إن وجود الطقم فترة طويلة جداً بالفم يزيد من احتمال التهاب اللثة والأنسجة الفمية؛ فيجب خلعه قبل النوم. كما ينبغي تفريش الأنسجة الفمية باستخدام الفرشاة الناعمة، فعندما تفرش الأنسجة يتحرك الدم في المنطقة وتقوى مقاومة الأنسجة للالتهاب. كما يمكن استخدام الأصبع لتدليك الأنسجة بين حين وآخر، والذهاب لطبيب الأسنان بمجرد ملاحظة تورم أو احمرار هذه الأنسجة.